# أندي كارتر
أندي كارتر (27 أغسطس 1988 في المملكة المتحدة - ) (بالإنجليزية: Andrew Carter)‏ هو لاعب كريكت بريطاني. لعب مع نادي مقاطعة ديربيشاير للكريكت ‏ ونادي مقاطعة ساسكس للكريكت ‏ ونادي مقاطعة غلاموركن للكريكت ‏ ونادي مقاطعة هامبشاير للكريكت ‏ ونادي مقاطعة نورثامبتونشير للكريكت ‏ ونادي مقاطعة نوتنغهامشير للكريكت ‏ وLincolnshire County Cricket Club ‏.

## وصلات خارجية
- أندي كارتر على موقع إي آس بي آن كريك إنفو (الإنجليزية)